# Mieko Kawakami
Mieko Kawakami (?, 川上未映子, Kawakami Mieko; Osaka, 29 agosto 1976) è una scrittrice, poetessa e cantante giapponese.

## Biografia
Nata nel 1976 a Osaka, vive e lavora a Tokyo con il marito, lo scrittore Kazushige Abe. 
Dopo aver lavorato come hostess di bar e commessa di libreria, prima di dedicarsi alla scrittura è stata cantante J-pop con all'attivo tre album.
Blogger molto seguita in Giappone, dopo una raccolta di poesie e una novella, ha raggiunto la popolarità nel 2008 con Seni e uova venduto in 250000 copie e vincitore del Premio Akutagawa.
Nell'agosto 2020 il romanzo breve Seni e uova viene pubblicato in Italia dalle Edizioni e/o, notevolmente ampliato dall'autrice rispetto alla prima versione.
Molto apprezzata dallo scrittore Haruki Murakami, nel 2013 è stata insignita del Premio Tanizaki per la raccolta di racconti Ai no yume to ka.

## Opere principali

### Racconti
- Watakushi ritsu in ha, mata wa sekai (2007)
- Chichi to ran (2008)

### Romanzi
- Hevun (2009) - Heaven nell'edizione italiana, Roma, edizioni E/O, 2021, traduzione di Gianluca Coci ISBN 978-88-335-7364-9.
- Subete mayonaka no koibito tachi (2011) - Gli amanti della notte nell'edizione italiana, Roma, edizioni E/O, 2023, traduzione di Gianluca Coci ISBN 978-88-335-7564-3.
- Akogare (2015)
- Wisteria to sannin no onna tachi (2017)
- Natsu monogatari (2019) - Seni e uova nell'edizione italiana, Roma, edizioni E/O, 2020, traduzione di Gianluca Coci ISBN 978-88-335-7247-5.

### Racconti
- Ai no yume to ka (2013)

### Poesie
- Sentan de sasuwa sasareruwa soraeewa (2006)

## Premi e riconoscimenti
- Premio Akutagawa: 2007 vincitrice con Seni e uova
- Premio Murasaki Shikibu: 2010 vincitrice con Heaven
- Premio Tanizaki: 2013 vincitrice con Ai no yume to ka